# Císařství

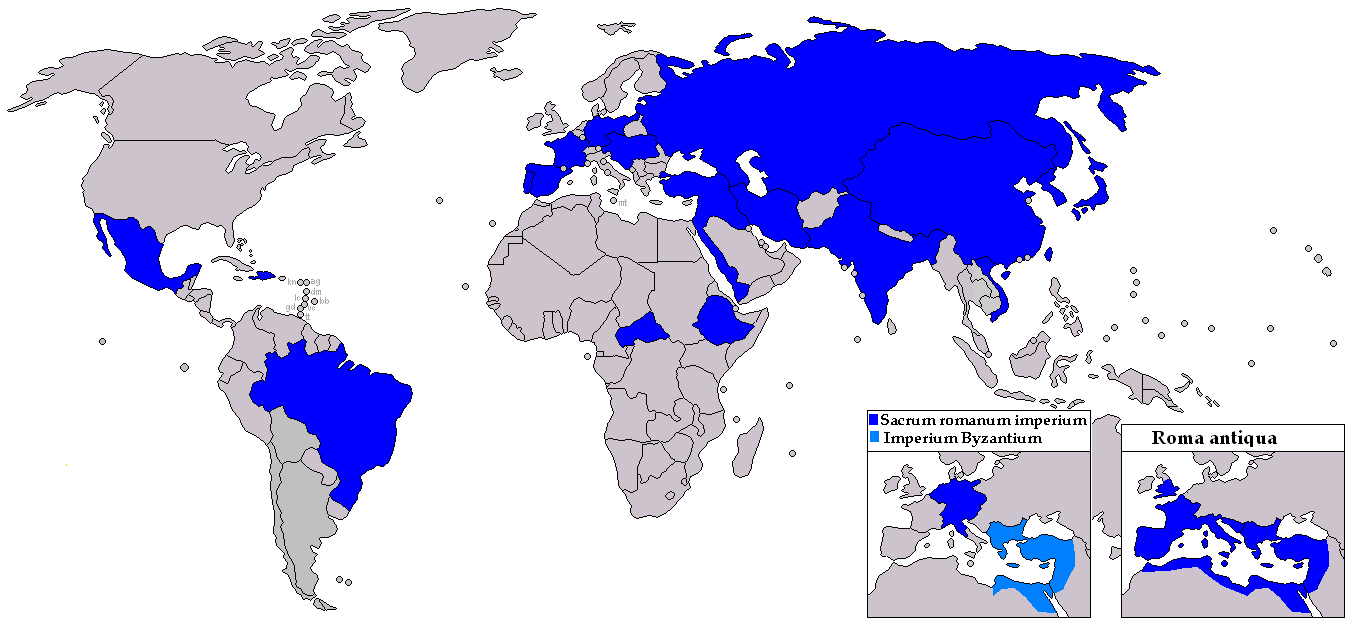
Mapa států, které byly v různých historických etapách císařstvím

Císařství je státní geopolitický útvar resp. monarchie, jehož hlavou je císař. Císařství stojí výše než království, a proto mohou být království jeho součástí, jako tomu bylo za Svaté říše římské, v Německém císařství nebo Rakouském císařství. V podstatě se císařství dá definovat jako říše, jejíž panovník si dělá nárok na hegemonii mezi ostatními vládci s nižším hierarchickým panovnickým titulem.[zdroj⁠?!]
V napoleonském a pozdějším období se císařstvím nazývaly též nové monarchie, které se snažily zdůraznit svůj revoluční a výjimečný původ.[zdroj⁠?!]
Za jediné existující císařství je obecně označováno Japonsko, ačkoli se od konce druhé světové války de iure jedná o konstituční monarchií založenou na parlamentarismu.